# くまざわあかね
くまざわあかね（1971年〈昭和46年〉10月1日 - ）は日本の上方落語作家、エッセイスト、歌舞伎作者。夫は、師匠である小佐田定雄。本名、中平あかね。

## 略歴
大阪府生まれ。1990年（平成2年）大阪府立大手前高等学校卒業。関西学院大学社会学部卒業。在学中から古典芸能研究部に在籍し、落語について研究。卒業後、上方落語作家の小佐田定雄に師事。小佐田とはのちに結婚する。2000年に国立演芸場主催「大衆芸能脚本コンクール」に「お父さんの一番モテた日」を応募、優秀賞を獲得し本格的な落語作家としてデビュー。2016年現在、日本に二人しかいない落語作家の一人。そのほか、新聞や雑誌の随筆を多数発表している。2002年度咲くやこの花賞文芸その他部門受賞。

## 人物
昭和10年代の日本の生活文化について、大阪市天王寺区空堀町の文化住宅で体験・研究したことがあった。この経験から和服姿で仕事する機会も多く、『きもの噺』という著書にまとめている。
現在、NHK大阪放送局製作の『関西発ラジオ深夜便』で毎月第3金曜日深夜（土曜日）1時から放送されている「上方落語を楽しむ」のコーナーパーソナリティーを担当している。
2016年8月、東京・歌舞伎座で上演された新作歌舞伎『廓噺山名屋浦里』の原作を手掛けている。この物語の原案は笑福亭鶴瓶の新作落語『山名屋浦里』で、その噺のもとは、ブラタモリでタモリが吉原を訪れた際に聞いた話を「落語にできないか」と鶴瓶にもちかけたものである。脚本は小佐田定雄。

## 著書
- 『落語的生活ことはじめ―大阪下町・昭和十年体験記』（平凡社、2002年7月）
- 『きもの噺』（ポプラ社、2007年3月）
- 『七福神の大阪ツアー』（絵：あおきひろえ、ひさかたチャイルド、2017年4月）

### 執筆
- 森西真弓 編『上方芸能事典』（岩波書店、2008年3月）

## マスコミ

### 出演
- 関西発ラジオ深夜便（NHKラジオ第1放送）
- NHK上方落語の会（ごあんない）（NHK総合テレビジョン・関西地区のみテレビ放送）
- ラジオわろうてい（朝日放送（ABC）ラジオ、2016年5月15日・22日）
- 日曜落語 〜なみはや亭〜（ABCラジオ、2017年5月21日）
- 関西ラジオワイド（NHKラジオ第一）

### 構成
- OBCグッドアフタヌーン!金曜お昼は、めっちゃ方正! (ラジオ大阪、2024年4月 - 2025年3月） - 構成作家